# ジョエル・ランバート
ジョエル・ランバート(Joel Lambert)は、アメリカ海軍特殊部隊ネイビーシールズの元隊員でドキュメンタリー番組『ザ・マンハント』やアニマルプラネット制作の番組プレデター・ゲームのホストである。また俳優でもあり、身長は183cm。

## 経歴
15歳の頃は体が小さく痩せていて異性からもモテなかったという。1998年1月、22歳の時に持ち物を全て売り払い海軍に入隊。そののち「基礎水中爆破訓練」を両脚を骨折しながらもクリアしてネイビーシールズに入隊。以後の10年間は任務で世界を飛び回り（コソボではシール・チーム2、アフガニスタンではシール・チーム4に所属）、退役までの2年間は上述の「基礎水中爆破訓練」のコーチを務めた 。
そして退役後に俳優へ転身。2014年からはディスカバリーチャンネルのドキュメンタリー番組『ザ・マンハント』のホストを務めた。

## 出演作品

### 映画
- アメリカン・スナイパー[9]（実在する隊員マーク・リー（英語版）とライアン・“ビグルス”・ジョブ（英語版）の2人はランバートが現役時代に直接鍛え上げた部下である[9]）
- トランスフォーマー[3]（クレジットなし）
- トランスフォーマー/リベンジ[10]
- ハンコック[3]（クレジットなし）
- エンド・オブ・トゥモロー[11]

### テレビドラマ
- クローザー（シーズン6 エピソード8）[3]
- マッドメン（シーズン3 エピソード1）[12]
- ジェリコ 閉ざされた街[3]
- デイズ・オブ・アワ・ライブス[11]

### ドキュメンタリー
- ザ・マンハント（英語版） - ジョエル自身がシールズ時代に取得した知識や体力を使い、世界中の見知らぬ国の軍隊などから逃げて特定のゴールへと向かうドキュメンタリー番組。2015年現在、シーズン2までが放送されている[13]。
- 福島復興 : 最前線のテクノロジー（2016年） [14]
- 福島復興：希望を担うテクノロジー（2017年）[15]
- プレデター・ゲーム[2]

### その他
- コール オブ デューティ ゴースト（モーションキャプチャ・スタントパフォーマー）[16]